# Julien Houben
Julien Laurent Octave Houben (Tilleur, 18 juli 1879 - Schaarbeek, 2 juli 1959) was een Belgisch senator.

## Levensloop
Houben werd leraar aan een technische school. Hij werd driemaal socialistisch senator voor het arrondissement Brussel:
- in 1928-1929 in vervanging van Alberic Deswarte,
- in 1931-1932 in vervanging van Jean Baeck,
- van 1934 tot 1936 in vervanging van Hubert Paulsen.